# Potgieter-parure

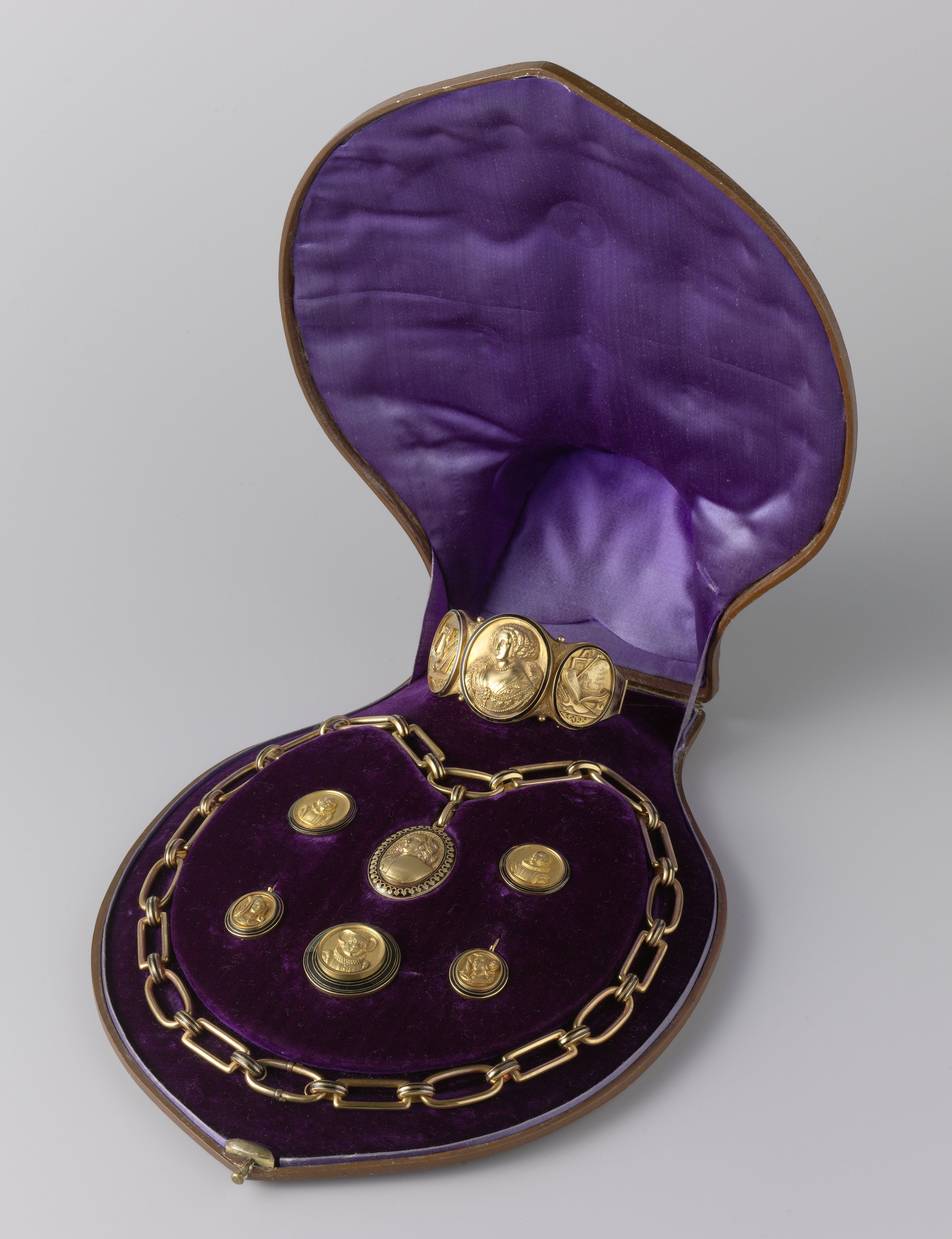
De Potgieter-parure

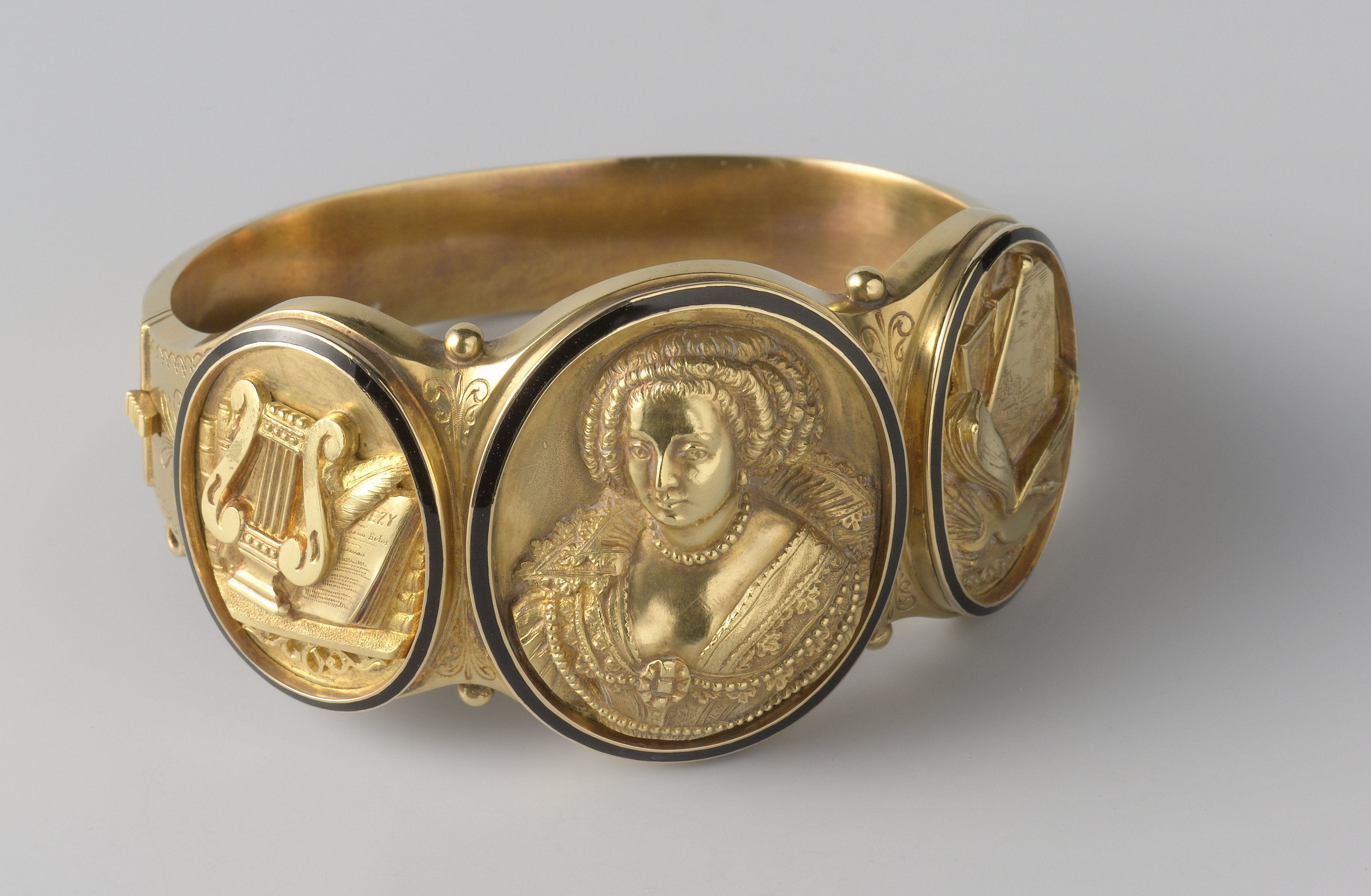
Armband

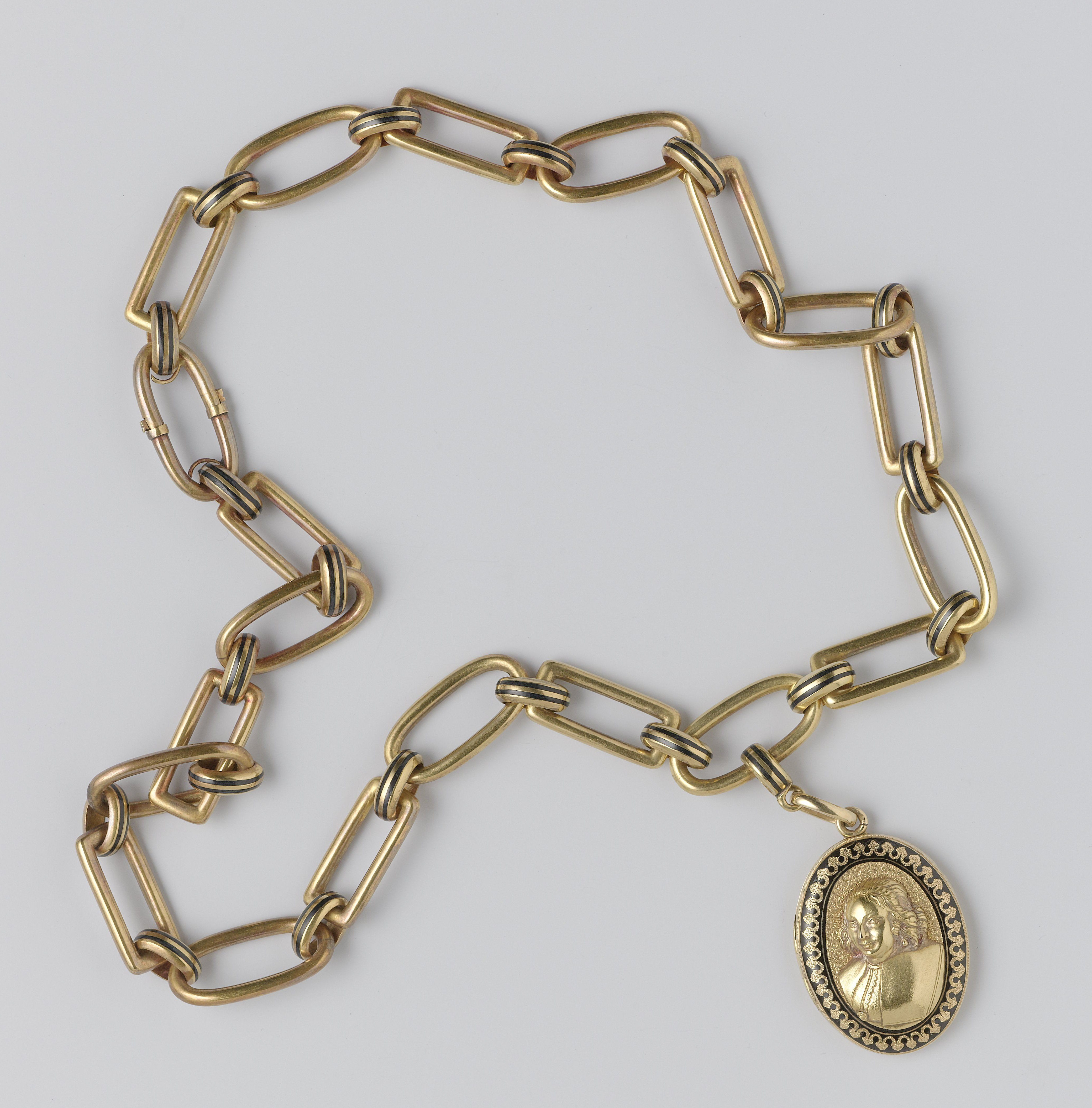
Collier

De Potgieter-parure is een 19e-eeuwse Nederlandse gouden parure, bestaande uit een collier, armband, broche, oorhangers en manchetknopen. De parure is sinds 1970 in bruikleen bij het Rijksmuseum Amsterdam.

## Achtergrond
Everhardus Johannes Potgieter (Zwolle, 1808 – Amsterdam, 1875) werd als dertienjarige onder hoede genomen van zijn ongehuwde tante Wilhelmina van Ulsen in Amsterdam. Hij werd zakenman, schrijver en dichter en was onder meer redactielid van De Gids. Potgieter streed met zijn pen tegen de lusteloosheid van zijn tijd, hij schreef over de Nederlandse geschiedenis en wilde de kracht en de grootheid van de Gouden Eeuw laten terugkomen. Hij was daarbij een van de eersten die aandacht schonk aan de rol van vrouwen. In Het Rijks-museum te Amsterdam (1844) roemt Potgieter het vermogen van Jacob Cats om vrouwen te laten zien "zoo als hij ze deels vond en deels vormde: heusch, bloeijend, aanminnig, ingetogen, huishoudelijk, verzoeningreê, - getrouw, geduldig, godsdienstig bovenal; vrouwen, welker wedergade de wereld buiten Holland niet had!". Hij wijst even verderop op de schilderijen in het Rijksmuseum van Maria van Utrecht en Maria van Reigersberch.
Potgieter liet rond 1855 door de Koninklijke Nederlandse Fabriek van gouden en zilveren werken J.M. van Kempen & Zonen een gouden parure maken als geschenk voor zijn tante Wilhelmina van Ulsen, die hij als een dankbare zoon op handen droeg. Zij was volgens de letterkundige Jan ten Brink "eene echte, oud-Hollandsche type, in wie - naar het fraaie woord van Busken Huet - de Zeeuwsche goedrondheid, en het Zeeuwsche Christendom van Betje Wolff herleefde, mocht ook hare bijbelsche orthodoxie niet in alle opzichten overeenstemmen met Wolffje's wijsgeerigen aanleg. In haar voorkomen was iets zeer opmerkelijks. Zij was eene schilderachtige oude vrouw, in zwarte zijde met witte kanten aan de deftige muts." De sieradenset is verfraaid met portretten in reliëf van vrouwen uit de Nederlandse geschiedenis. Potgieter bracht hiermee een eerbetoon aan die vrouwen en zette zijn tante op hetzelfde niveau.
Wilhelmina van Ulsen overleed in 1863, waarna de parure in bezit kwam van Potgieters zuster Sophia. Zij vermaakte de set aan het Koninklijk Oudheidkundig Genootschap, dat de parure in 1970 in bruikleen gaf aan het Rijksmuseum.

## Beschrijving
De parure bestaat uit een armband, broche, collier, oorhangers en manchetknopen in goud, versierd met zwart email.
Armband
De armband heeft drie medaillons, in het middelste is het portret van Amalia van Solms, echtgenote van stadhouder Frederik Hendrik, aangebracht. De medaillons aan weerszijden verwijzen naar de schone kunsten; aan de rechterzijde staan een ezel met schilderij en palet voor de schilderkunst, aan de linkerzijde staan een lessenaar met boek en ganzenveer voor de letterkunde en een lier voor de muziek.
Broche
Op de 3m grote broche is het portret aangebracht van Maria van Utrecht, die streed om haar man, raadpensionaris Johan van Oldenbarnevelt, uit de gevangenis te krijgen.
Collier
Het 37 cm lange collier bestaat uit een schakelketting met ovale hanger. Aan de voorzijde van de hanger is het portret aangebracht van Maria van Reigersberch, echtgenote van Hugo de Groot. Zij speelde een belangrijke rol bij diens ontsnapping in een boekenkist uit Slot Loevestein. Het portret heeft een geschulpte omlijsting. Op de achterzijde vermeldt een inscriptie De Groots motto Ruit Hora (de tijd vliegt). De binnenkant van de hanger bevat aan de ene zijde het fotomedaillon van Potgieter en aan de andere zijde diens haarlok.
Manchetknopen
De 3cm grote, ronde manchetknopen tonen de portretten van de dichteressen Anna Roemers Visscher (1583-1651) en Maria Tesselschade Roemers Visscher (1594-1649), dochters van Roemer Visscher.
Oorhangers
De 3cm grote oorhangers tonen de portretten van Jacoba van Beieren (1401-1436), gravin van Holland, Zeeland en Henegouwen, en Maria van Bourgondië (1457-1482), hertogin van Bourgondië, Brabant, Limburg, Luxemburg en Gelre, gravin van Vlaanderen, Artesië, Holland, Zeeland, Henegouwen, Namen en Franche-Comté, en vrouwe van Mechelen.